# 八公山乡
八公山乡，是中华人民共和国安徽省六安市寿县下辖的一个乡镇级行政单位。

## 行政区划
八公山乡下辖以下地区：
珍珠泉社区、淝水社区、团结村、大泉村、张管村、郝圩村和赵台村。